# Лімасол (район)

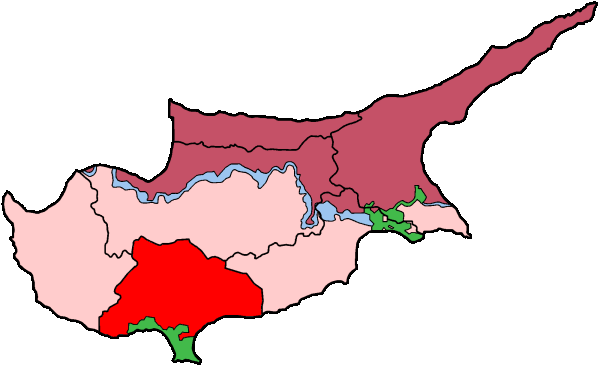
Мапа Кіпру показує розташування округу Лімасол.

Лімасол є одним з шести районів Кіпру. Його головне місто Лімасол. Частина району віддана Великій Британії, оскільки там знаходиться британська військова база.

## Галерея

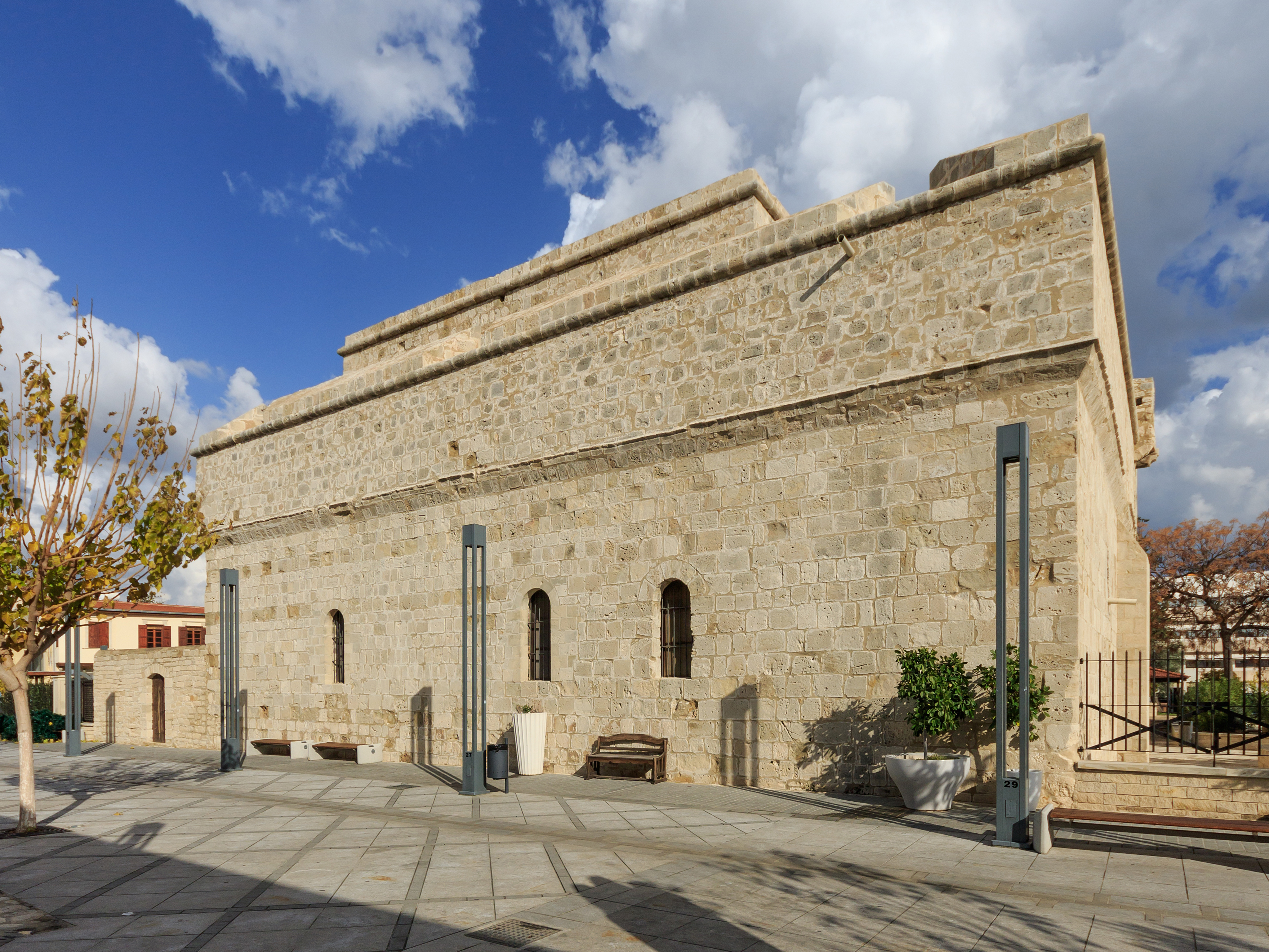
Лімасольський замок
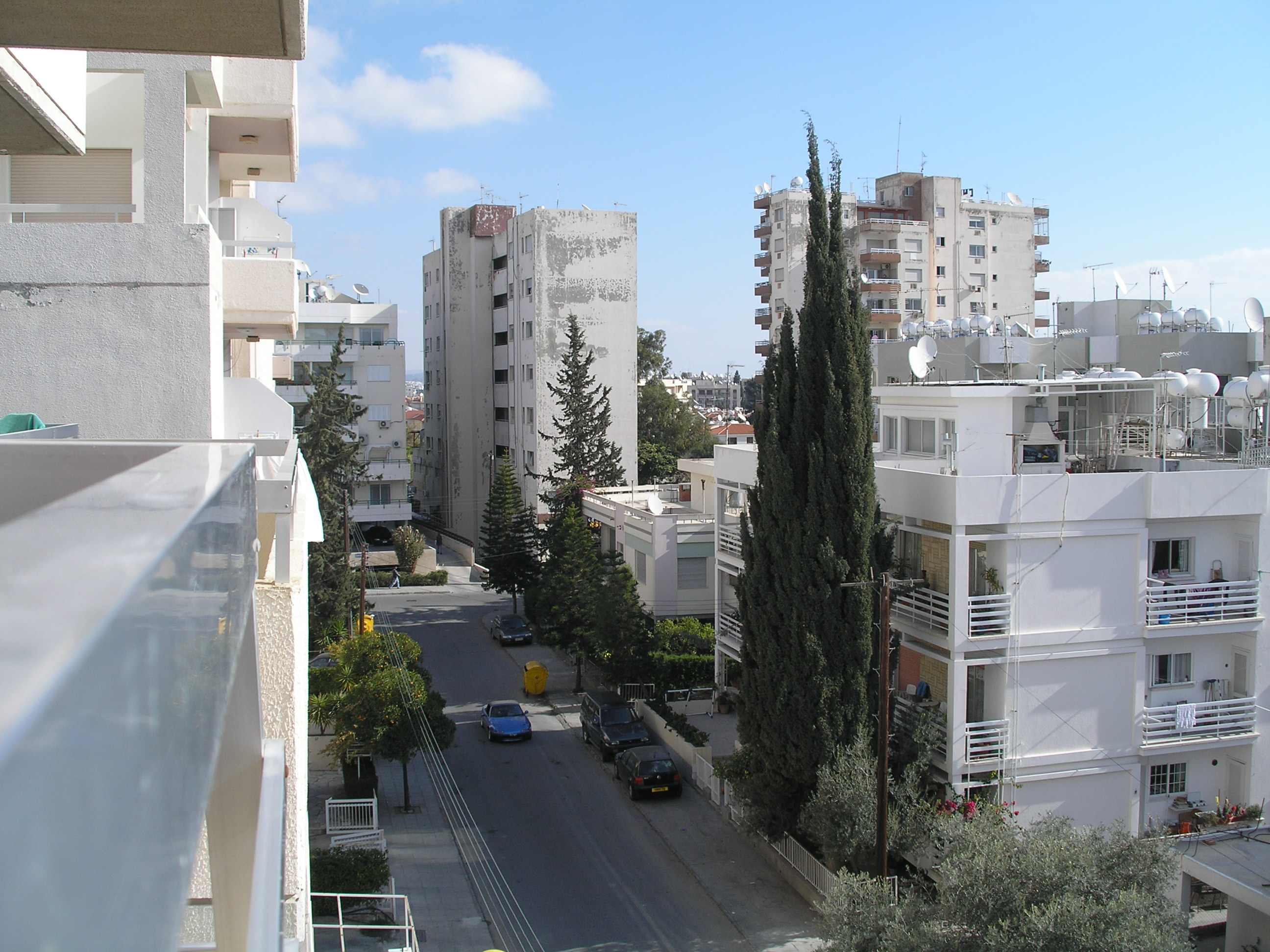
Лімасол
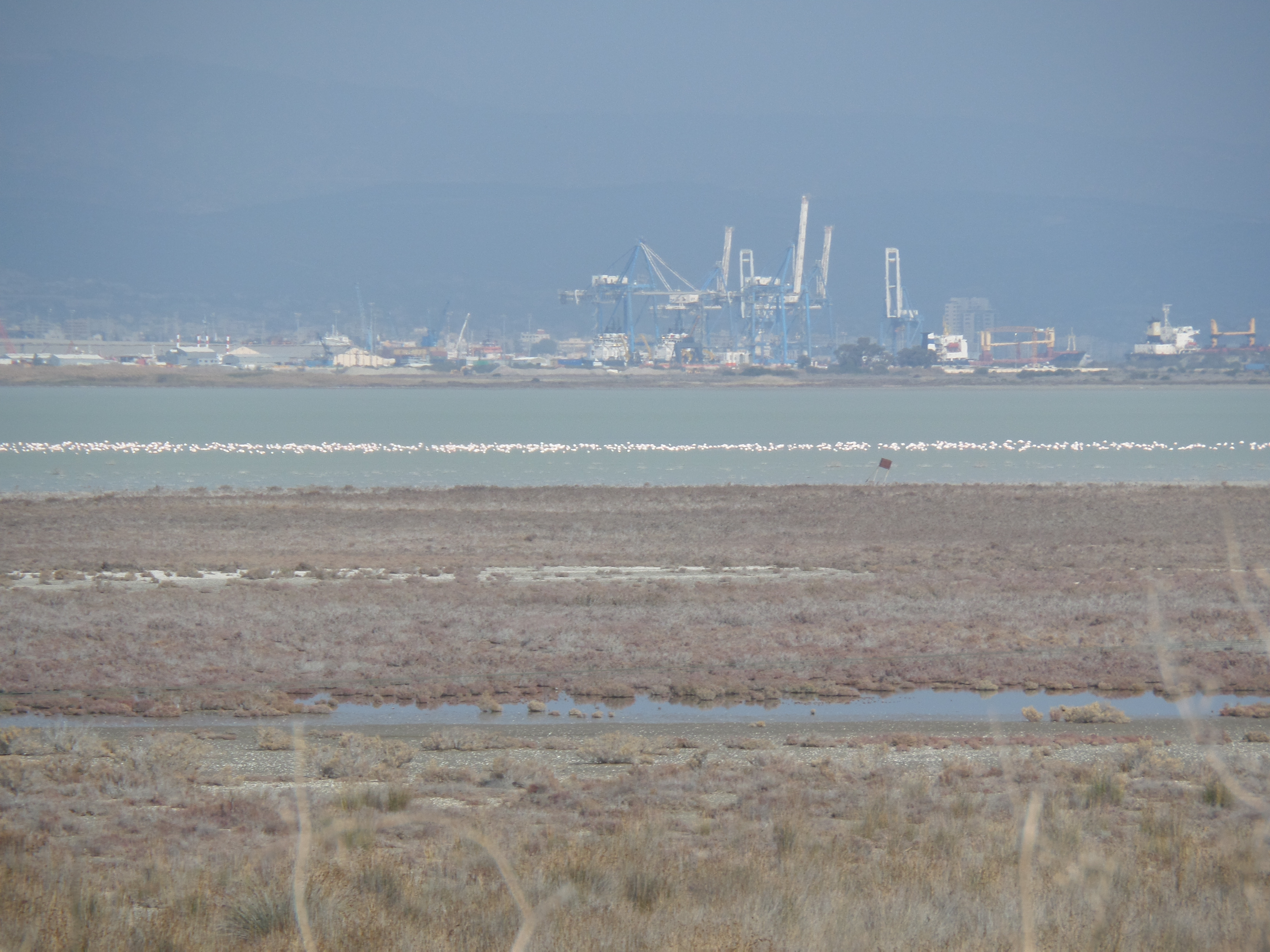
Лімасольське солоне озеро

| Кіпр | Це незавершена стаття з географії Кіпру. Ви можете допомогти проєкту, виправивши або дописавши її. |